# Liber Benedictionum
Der Liber Benedictionum ist eine frühmittelalterliche Sammelhandschrift und ein Autograph des St. Galler Mönchs Ekkehart IV. auf Pergament, die als Codex Sangallensis 393 in der Stiftsbibliothek St. Gallen aufbewahrt wird. Das Dokument wurde im Rahmen des Projektes e-codices (Virtuelle Handschriftenbibliothek der Schweiz) digitalisiert und ist dort abrufbar.

## Geschichte
Der Liber Benedictionum wurde von Ekkehart IV. von St. Gallen erstellt und von ihm selber bis zu seinem Lebensende immer wieder überarbeitet. Die Entstehungszeit liegt zwischen 1010 und 1060, andere Quellen nennen als Entstehungszeit 1000–1057. Ekkehard war ein Schüler an der Klosterschule in St. Gallen und später Leiter der Mainzer Domschule, danach bis zu seinem Tod der Leiter der Klosterschule von St. Gallen. Er hat an der Sammlung schon zu seiner Zeit als Klosterschüler begonnen, war sehr belesen und hoch gebildet. Darüber hinaus zeigt Ekkehart IV. im Liber Benedictionum auf seine Weise von einem entwickelten Formensinn und dem Willen zu eigener Kunstausübung, in einigen Bereichen auch seinen Sprachwitz.

## Beschreibung
Die Handschrift beinhaltet Dichtungen Ekkehards IV.  aus unterschiedlichen Schaffensperioden. Sie gehören zur Gattung der Hagiographie und der Dichtung und umfassen auch liturgische Texte. Alles wurde in Latein abgefasst, im frühen Mittelalter die bevorzugte Sprache zur Verschriftung und Ekkehart IV. bediente sich ihrer virtuos.
Der Liber Benedictionum besteht aus unterschiedlichen Teilen, diese sind unter anderem:
- Dichtungen über die einzelnen Festtage des Jahres (super lectores per circulum anni)
- Segnungen über verschiedene Speisen und Getränke (Benedictiones ad mensas)
- Verse über das geplante Bildprogramm im Dom von Mainz (Versus ad picturas domus domini Mogontinae)
- Verse zum (geplanten) Bildprogramm im Kreuzgang des Klosters St. Gallen (Versus ad picturas claustri sancti Galli)
- die lateinische Übersetzung des althochdeutschen Gallusliedes von Ratpert

Die Dichtungen geben nicht nur Einblick in die Gedankenwelt des Frühmittelalters, etwa die Bedeutung der Festtage oder beschreiben Bauwerke, sondern sie geben auch detaillierte Einblicke in das Alltagsleben. Diesbezüglich sind sie außergewöhnlich originell.

## Inhalte am Beispiel von Benedictiones ad mensas
Die Benedictiones ad mensas sind eine bedeutende Quelle zur Ernährungsgeschichte Europas. Hier beschreibt Ekkehard IV. Speisen und Getränke und deren Zubereitung. Formal handelt es sich um eine Sammlung von Speisesegen, bei der Gottvater, Christus und der Heilige Geist um die Segnung verschiedener Lebensmittel gebeten werden. Dabei werden alle möglichen Arten von Lebensmitteln bedacht, wie Brot, Fische, Vögel, Haus- und Wildtiere, Gewürze, Milch- und Milchprodukte, Obst und Gemüse.
Dabei wird Ekkehard IV. durchaus sehr detailliert: er beschreibt die unterschiedlichen Getreidesorten aus denen Brot hergestellt werden kann und auch die unterschiedlichen Formen von Brot. Bei Fischen wird aufgeführt, ob sie getrocknet, gepökelt oder eingelegt werden und welche Fische bevorzugt dazu verwendet werden. Ähnlich wird bei Vögeln, Haus- und Wildtieren verfahren. Milch wird für sehr gesund gehalten, besonders Ziegenmilch wird hervorgehoben. Mit Honig vermischte Milch wird beschrieben, für heutige Geschmäcker eher ungewöhnlich ist die Aussage, dass Milch durch Pfeffer und Wein bekömmlicher wird. Käse und Topfen wird auch erwähnt. Dann widmet sich Ekkehard IV. Obst und Gemüse und zuletzt verschiedenen Getränken. Wein, Met, Gerstenbier und auch Wasser werden detailliert aufgeführt.
Obwohl die verschiedenen Speisen und Getränke sehr detailliert genannt werden, ging es Ekkehard IV. nicht um eine Beschreibung des Variantenreichtums der Küche im Frühmittelalter, sondern darum möglichst viele unterschiedliche Segensformeln zusammenzustellen. Diese hatten im Frühmittelalter eine hohe Bedeutung, da es ein zentraler Aspekt des mittelalterlichen Essens war, schädliche Wirkungen abzuwenden. Lebensmittelvergiftungen oder Magen- und Darmprobleme waren sehr häufig und die Ursachen noch unbekannt. Die Segenssprüche hat er in einer gefälligen und ungewöhnlichen Form präsentiert, indem in vielen Versen ein Binnenreim gegeben ist, der dem Text Rhythmus und Schwung verleiht. Ekkehard IV. zeigt auch einen gewissen Sprachwitz, der die Lektüre kurzweilig gestaltet.
Beispiele (nach Cornel Dora):
- Rite superpansas repleat benedictio mensas: Die Speise hier so wunderbar erfüll die Segnung ganz und gar.
- Mulceat hoc frixum benedictio cum sale mixtum: Mit Salz vermischter Segen soll diesem Röstbrot weich begegnen.
- Hanc panis tortam faciet benedictio panum: Dieses Brot in gewundener Form mache der Segen enorm.